# Albrechtice (Sušice)

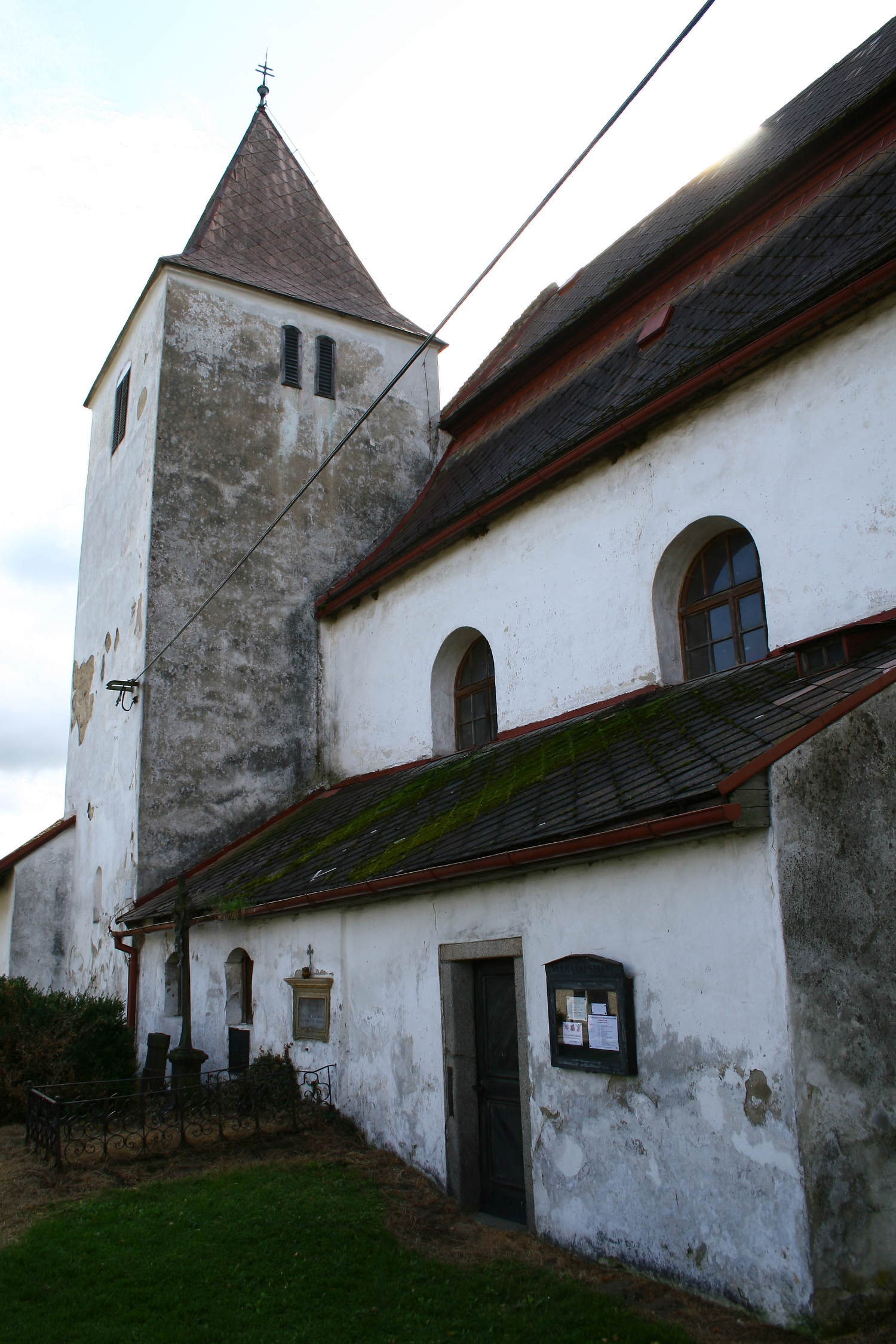
Kirche St. Peter und Paul

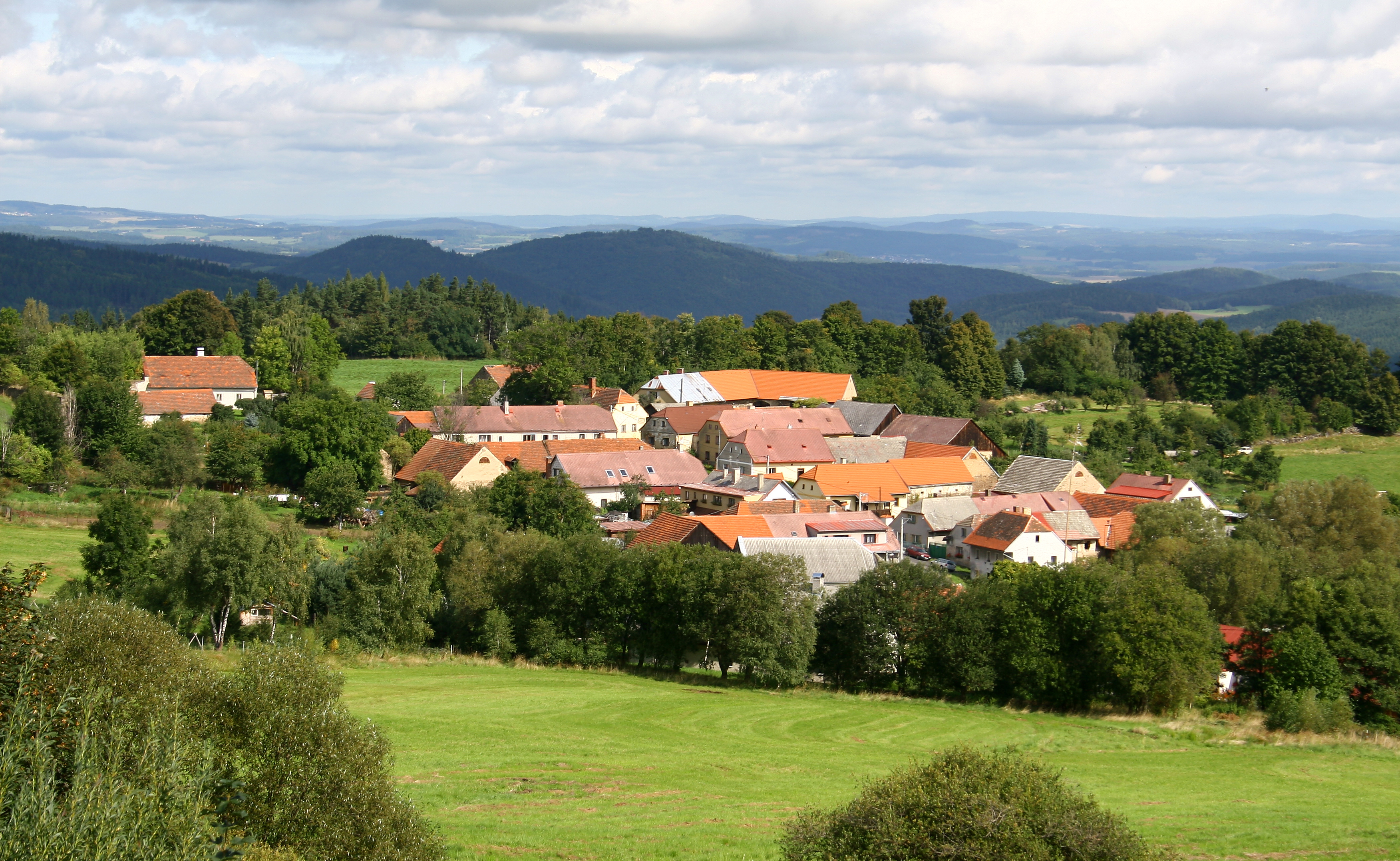
Blick von der Kirche auf den nördlichen Teil des Dorfes

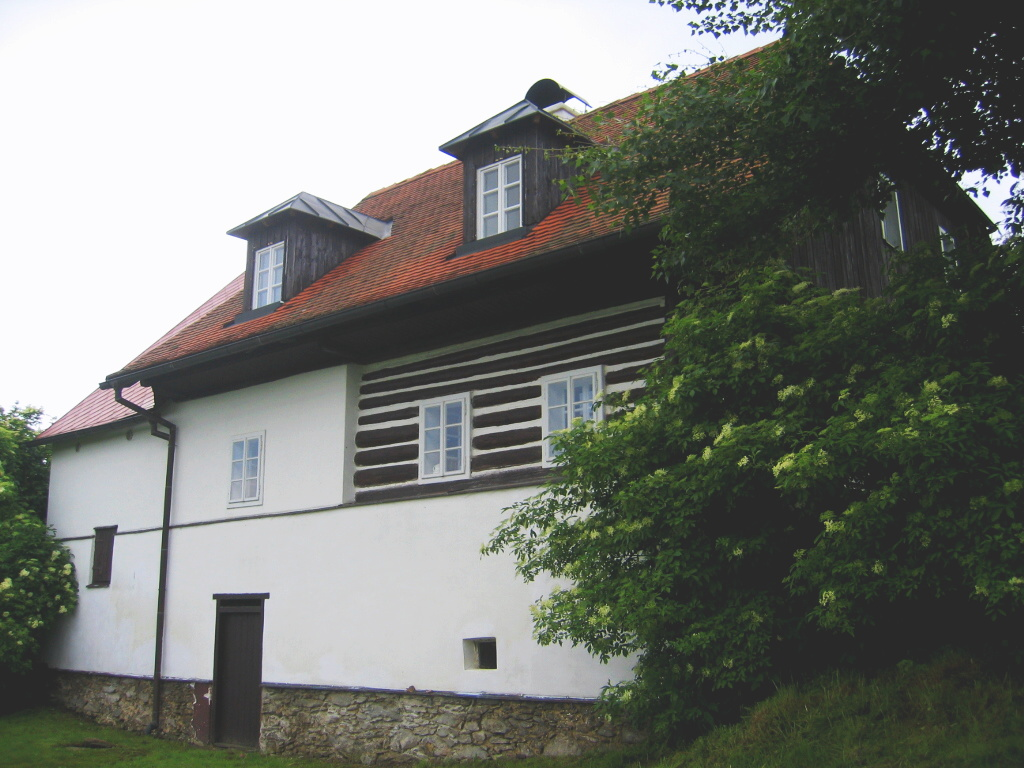
Haus Nr. 40

Albrechtice (deutsch Albrechtsried; von 1924 bis 1976 Albrechtice u Sušice) ist ein Ortsteil der Stadt Sušice in Tschechien. Er liegt fünf Kilometer südöstlich von Sušice und gehört zum Okres Klatovy.

## Geographie
Albrechtice befindet sich am Rande des Naturparks Kašperská vrchovina in den Šumavské podhůří (Böhmerwaldvorland). Das Dorf liegt am Oberlauf des Baches Podmokelský potok (Albrechtsbach). Im Norden erhebt sich der Kalovy (Kallowberg, 726 m), östlich der Chocholatý vrch (728 m) und der Operk (704 m), im Süden der Sedlo (Hefenstein, 902 m), westlich der Na Kameništi (743 m) sowie im Nordwesten der V Zálužském lese (745 m).
Nachbarorte sind Kaholice, Dražných Chalupa, U Fínů, U Lip, Podmokly und Chocholice im Norden, Pod Hrází, Dražovice, Kadešice und U Bestlů im Nordosten, Rozsedly, V Chalupách, Napajedla, Hochův Mlýn, Hájovna und Strádal im Osten, Šimanov, Kakánov und Ostružno im Südosten, Klepačka, U Durmáků, Žlíbek und Nový Dvůr im Süden, Humpolec, Trnové Dvory und Bohdašice im Südwesten, Platoř, Milčice, Janovice, Nyklův Mlýn und Divišov im Westen sowie Vrabcov, Záluží und Rok im Nordwesten.

## Geschichte
Archäologische Funde belegen eine frühzeitliche Besiedlung der Gegend. Auf dem Sedlo befand sich eine der ältesten Burgstätten in Böhmen, deren Anfänge bis in die Hallstattzeit um 600 v. Chr. zurückreichen und die im 10. Jahrhundert erlosch.
Das Dorf entstand vermutlich im 12. Jahrhundert im Zuge der Binnenkolonisation als Grenzdorf am Rande des unbesiedelten Grenzwaldes. Die erste schriftliche Erwähnung von Albrechtice erfolgte im Jahre 1143, als Herzog Vladislav II. den Hof zusammen mit dem Dorf Schüttenhofen dem neu gegründeten Kloster Windberg stiftete. Dadurch gelangte der Ort zugleich in den Herrschaftsbereich des Herzogs Heinrich XIII. von Bayern. Die Windberger Prämonstratenser ließen neben dem Hof eine romanische Wehrkirche erbauen, die am 5. Jänner 1179 durch Vladislavs Sohn Adalbert (Albrecht) von Böhmen geweiht wurde. Um den Hof und die Kirche entstand in der Folgezeit ein Dorf, das nach Bischof Albrecht als Albrechtsridium bzw. Albrechtsried benannt wurde. Albrechtsried bildete danach ein Zentrum für die Kolonisation des Böhmerwaldes. Im Jahre 1257 besetzte Přemysl Otakar II. die Gegend um Schüttenhofen, die danach 1273 vertraglich wieder an das Königreich Böhmen abgetreten wurde.
Im Jahre 1785 bestand das Gut Albrechtsried aus drei deutschsprachigen Dörfern: Albrechtsried bzw. Albrechticze mit 26 Nahrungen, Miltschitz (Milčice) mit 10 Nahrungen und Janowitz (Janovice) mit 15 Nahrungen sowie zwei Kottalenhöfen. Nach der 1803 erfolgten Säkularisation des Prämonstratenserstiftes Windberg wurde die Pfarrei Albrechtsried ab 1804 für längere Zeit von der Pfarrei Schüttenhofen verwaltet. Das Gut Albrechtsried fiel 1805 der k.k. Hofkammer zu. Zwei Jahre später erwarb der Unternehmer Jakob Veith das Gut aus einer öffentlichen Versteigerung. Am 18. Mai 1808 verkaufte Veith das Gut an den Budweiser Bürger Joseph Schebesta, der 1826 noch das Gut Podmokl erwarb und danach beide Güter vereinigte.
Im Jahre 1838 umfassten die vereinigten Güter Albrechtsried und Podmokl eine Nutzfläche von 1144 Joch 387 Quadratklafter; davon entfielen 1048 Joch 672 Quadratklafter auf das Gut Albrechtsried und 95 Joch 1315 Quadratklafter auf das Gut Podmokl. Auf dem Gebiet lebten 393 deutsch- und tschechischsprachige Personen, darunter in Podmokl 16 jüdische Familien. Haupterwerbsquelle bildete die Landwirtschaft. Die Obrigkeit bewirtschaftete zwei Meierhöfe in Albrechtsried und Podmokl. Zum Gut Albrechtsried gehörten die Dörfer Albrechtsried, Janowitz und Miltschitz sowie ein Haus von Zalusch (Záluží); zum Gut Podmokl gehörte nur das gleichnamige Dorf. Das Dorf Albrechtsried, auch Albrechtsreith bzw. Albrechtice genannt, bestand aus 53 Häusern mit 120 Einwohnern. Unter dem Patronat der Obrigkeit standen die Pfarrkirche St. Peter und Paul, die Pfarrei und die Schule. Außerdem gab es in Albrechtsried ein Schloss mit der Kanzlei und Wohnung des Amtsverwalters, einen Meierhof, ein Bräuhaus, ein Branntweinhaus, eine Pottaschensiederei und ein Wirtshaus. Albrechtsried war Pfarrort für Miltschitz, Podmokl, Schüttenhofener Podmokl, Schimanau (Šimanov), Ostružno, Kadeschitz (Kadešice), Kumpatitz (Humpolec) und Zalusch. Bis zur Mitte des 19. Jahrhunderts war Albrechtsried das Amtsdorf für die vereinigten Güter Albrechtsried und Podmokl.
Nach der Aufhebung der Patrimonialherrschaften bildete Albrechtsried / Albrechtice ab 1850 mit den Ortsteilen Kumpatitz / Humpolec und Miltschitz / Milčice eine Gemeinde im Gerichtsbezirk Bergreichenstein. Ab 1868 gehörte das Dorf zum Bezirk Schüttenhofen. Zu Beginn des 20. Jahrhunderts wurde Albrechtec und ab 1924 Albrechtice u Sušice als tschechischer Ortsname verwendet. Kumpatitz und Miltschitz lösten sich in den 1920er Jahren von Albrechtsried los und bildeten die Gemeinde Kumpatitz. Im Jahre 1930 lebten in Albrechtsried 430 Personen. 1938 fiel Albrechtsried durch das Münchner Abkommen an das Deutsche Reich; zugleich wurden von der Gemeinde Podmok der Ortsteil Rock (Rok) und von der Stadt Schüttenhofen der Ortsteil Zalusch abgetrennt und nach Albrechtsried umgemeindet. Die tschechische Minderheit wurde vertrieben. 1939 hatte die Gemeinde 408 Einwohner. Bis 1945 gehörte Albrechtsried zum Landkreis Bergreichenstein und lag unmittelbar an der Grenze zum Protektorat Böhmen und Mähren. Nach dem Zweiten Weltkrieg kam Albrechtice u Sušice wieder zur Tschechoslowakei; die Ortsteile Rok und Záluží wurden wieder ausgegliedert. Durch die Vertreibung verlor Albrechtice u Sušice die meisten seiner deutschsprachigen Einwohner; diese wurden bis Oktober 1946 über das Sammellager Dlouhá Ves mit der Eisenbahn nach Deutschland deportiert. Ihr Vermögen wurde durch das Beneš-Dekret Nr. 108 konfisziert und die katholische Kirche in der Tschechoslowakei enteignet. 1948 erfolgte die Eingemeindung der ebenfalls nur noch schwach besiedelten Gemeinde Humpolec (mit Milčice). Im Zuge der Aufhebung des Okres Sušice wurde Albrechtice u Sušice 1960 dem Okres Klatovy zugeordnet. Im Jahre 1961 wurde Albrechtice u Sušice nach Sušice eingemeindet. Seit dem 30. April 1976 führt der Ort den amtlichen Namen Albrechtice. Im Jahre 1991 hatte Albrechtice 61 Einwohner. 2001 bestand der Ort aus 38 Wohnhäusern, in denen 53 Menschen lebten. Insgesamt besteht Albrechtice aus 44 Häusern. Im Dezember 2009 wurde auf dem Sedlo ein 27,7 m hoher hölzerner Aussichtsturm eingeweiht.

## Ortsgliederung
Der Ortsteil Albrechtice bildet den Katastralbezirk Albrechtice u Sušice. Zu Albrechtice gehört die Einschicht U Fínů.

## Sehenswürdigkeiten
- Kirche St. Peter und Paul, die 1179 geweihte romanische Wehrkirche wurde um 1235 als eine der ersten Kirchen in Böhmen im gotischen Stil umgestaltet. In den Jahren 1778–1779 erfolgten ein barocker Umbau und der Anbau einer Kapelle. Im Jahre 1909 wurde die Kirche renoviert. Erhalten sind Wandfresken aus dem 14. und 15. Jahrhundert.
- Denkmalgeschütztes Haus Nr. 40
- Sedlo mit hölzernem Aussichtsturm und Resten einer frühzeitlichen Burgstätte
- Nationales Naturdenkmal Pastviště u Fínů, einen Kilometer nördlich des Dorfes. Der Wiesengrund eines kleinen Seitentals des Baches Podmokelský potok ist ein Standort zahlreicher seltener und geschützter Pflanzenarten, darunter des Böhmischen Enzian und der Drehähre.[8]